# Gradient adiabatyczny
Gradient adiabatyczny – wielkość określająca teoretyczny spadek temperatury izolowanej termicznie cząstki próbnej gazu znajdującego się w polu grawitacyjnym przy wzniesieniu się jej o jedną jednostkę. Wielkość używana w dziedzinach nauk stosujących mechanikę płynów, m.in. w meteorologii, oceanografii czy astrofizyce. W modelu tym przemieszczający się element próbny nie wymienia energii wewnętrznej z otoczeniem (przemiana adiabatyczna), co ma symulować rzeczywiste procesy.
Gradient temperatury z wysokością jest zdefiniowany jako:
{\displaystyle \gamma =-{\frac {T_{2}-T_{1}}{z_{2}-z_{1}}}=-{\frac {\mathrm {d} T}{\mathrm {d} z}},}
gdzie:
{\displaystyle \gamma } – gradient temperatury,
{\displaystyle T} – temperatura,
{\displaystyle z} – wysokość.
Przy założeniu adiabatyczności procesów w atmosferze gradient ten nazywany jest gradientem adiabatycznym. Ogólnie mówiąc, gradient temperatury może mieć też składowe poziome.

## Stałe określane dla atmosfery

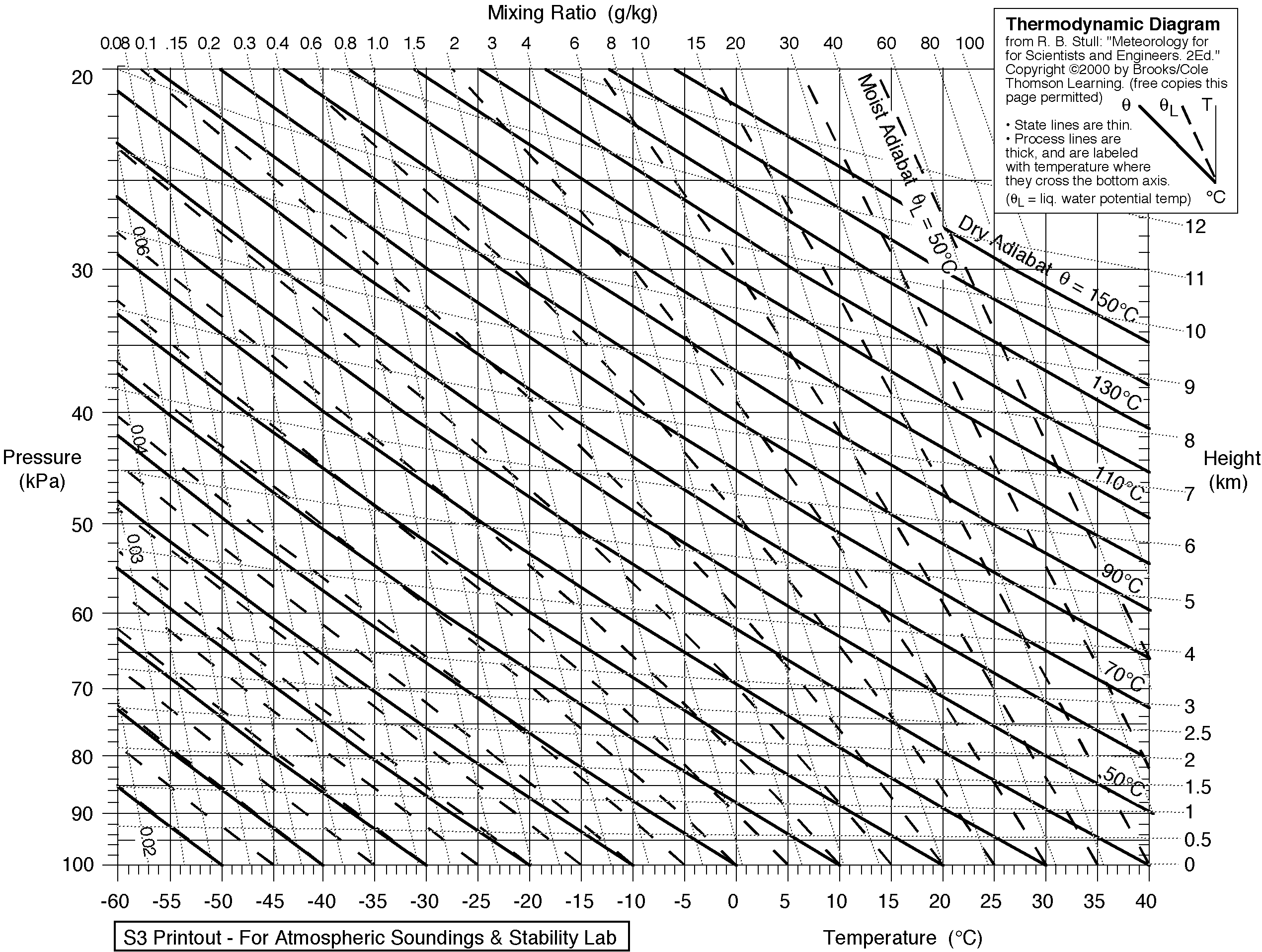
Diagram termodynamiczny atmosfery. Równoległe ciągłe nachylone w lewo linie (Dry Adiabat) to adiabaty „suche”. Linie przerywane (Moist Adiabat) to adiabaty „wilgotne”, ich nachylenie (gradient) zmienia się.

W wyniku zmiany wysokości cząstki próbnej powietrza zmienia się jej ciśnienie, w wyniku czego zmienia się jej temperatura. W meteorologii wprowadza się teoretyczne stałe określające gradient temperatury podczas zmiany wysokości cząstki powietrza w określonych warunkach. Zakłada się adiabatyczność procesu, czyli niewystępowanie wymiany ciepła z otoczeniem, np. promieniowania cząstki, pochłanianie promieniowania otoczenia lub słonecznego.

## Gradient adiabatyczny dla gazu doskonałego
Dla przemiany adiabatycznej dla gazu doskonałego zachodzi związek:
{\displaystyle PdV=-VdP/\gamma .}
Z pierwszej zasady termodynamiki wynika:
{\displaystyle mc_{v}dT-Vdp/\gamma =0,}
{\displaystyle \alpha =V/m,}
{\displaystyle \gamma =c_{p}/c_{v}.}
Z powyższych zależności można uzyskać:
{\displaystyle c_{p}dT-\alpha dP=0,}
gdzie:
{\displaystyle c_{p}} – ciepło właściwe przy stałym ciśnieniu,
{\displaystyle \alpha } – objętość właściwa.
Stosując powyższe zależności do równowagi hydrostatycznej gazu w polu grawitacyjnym:
{\displaystyle dP=-\rho gdz,}
gdzie:
{\displaystyle g} – przyspieszenie grawitacyjne, dla Ziemi przyspieszenie ziemskie,
{\displaystyle \rho } – gęstość.
Powyższa zmiana wyrażona jako zależność zmiany temperatury od wysokości w gazie:
{\displaystyle \Gamma _{d}=-{\frac {dT}{dz}}={\frac {g}{c_{p}}}.}

## Gradient suchoadiabatyczny
Gradient suchoadiabatyczny jest zmianą temperatury cząstki powietrza podczas wznoszenia lub opadania przy założeniu, że przemianie ulega gaz doskonały. W atmosferze ziemskiej odpowiada to temu, że woda (para wodna) zawarta w cząstce nie zmienia stanu skupienia.
Gradient suchoadiabatyczny w atmosferze Ziemi wynosi 9,8 °C/km (3 °C/1000 stóp (304 m)).

## Gradient wilgotnoadiabatyczny
Gradientem wilgotnoadiabatycznym nazywa się teoretyczny gradient temperatury zachodzący podczas ruchu cząstki próbnej w atmosferze gdy zawarta w niej para wodna jest nasycona i w wyniku adiabatycznego sprężania lub rozprężania zachodzi odpowiadające mu skraplanie lub parowanie wody. Przemiana zachodząca z parowaniem ma większe ciepło właściwe niż dla gazu doskonałego. Ciśnienie pary nasyconej zależy nieliniowo od temperatury, co sprawia, że ciepło właściwe zależy od temperatury. Wartość gradientu wilgotnoadiabatycznego zależy od temperatury, ciśnienia cząstki i rodzaju przejścia fazowego (skraplanie/resublimacja, parowanie/sublimacja). Dla typowych warunków atmosferycznych wynosi 4,9 °C/km (1,5 °C/1000 ft).
Gradient wilgotnoadiabatyczny jest określony wzorem:
{\displaystyle \Gamma _{\text{w}}=g\,{\frac {1+{\dfrac {H_{\text{v}}\,r}{R_{\text{sd}}\,T}}}{c_{\text{pd}}+{\dfrac {H_{\text{v}}^{2}\,r}{R_{\text{sw}}\,T^{2}}}}}=g\,{\dfrac {R_{\text{sd}}\,T^{2}+H_{\text{v}}\,r\,T}{c_{\text{pd}}\,R_{\text{sd}}\,T^{2}+H_{\text{v}}^{2}\,r\,\epsilon }}}
gdzie:
{\displaystyle \Gamma _{\text{w}}} – gradient wilgotnoadiabatyczny w K/m,
{\displaystyle g} – Przyspieszenie ziemskie = 9,81 m/s²,
{\displaystyle H_{v}} – Ciepło parowania wody = 2 501 000 J/kg,
{\displaystyle R_{\text{sd}}} – indywidualna stała gazowa suchego powietrza = 287 J/kg·K,
{\displaystyle R_{\text{sw}}} – indywidualna stała gazowa pary wodnej = 461,5 J/kg·K,
{\displaystyle \epsilon ={\frac {R_{\text{sd}}}{R_{\text{sw}}}}} – stosunek stałych gazowych suchego powietrza do pary wodnej = 0,622,
{\displaystyle e} – ciśnienie pary nasyconej wody,
{\displaystyle r={\frac {\epsilon e}{p-e}}} – stosunek zmieszania pary wodnej nasyconej w powietrzu,
{\displaystyle p} – ciśnienie wilgotnego powietrza,
{\displaystyle T} – temperatura absolutna powietrza w K,
{\displaystyle c_{\text{pd}}} – ciepło właściwe przy stałym ciśnieniu suchego powietrza = 1003,5 J/kg·K
Wraz ze wzrostem temperatury wzrasta ciśnienie pary wodnej nasyconej, co wyraża się zwiększeniem stosunku zmieszania pary. Dla temperatury 0 °C gradient ma wartość około 6,5 °C/km. Jego wartość maleje o około 0,11 °C/km przy wzroście temperatury o 1 °C.

## Gradient temperatury atmosfery
W atmosferze pionowy gradient temperatury zależy od pory dnia i od wielu innych czynników i zazwyczaj zawiera się pomiędzy gradientem sucho- i wilgotnoadiabatycznym. Typowa wartość wynosi około 6,5 °C na km (3,57 °F/1000 ft lub 1,99 °C/1000 ft).